# MagSafe (iPhone)
MagSafe é um padrão proprietário de transferência de energia sem fio com conexão magnética e um acessório usado originalmente na série Mac de notebooks. A nova versão foi apresentada pela Apple Inc. em 13 de outubro de 2020, em conjunto com as séries iPhone 12 e 12 Pro. Ele fornece até 15 W de potência e é compatível com versões anteriores com o padrão aberto Qi para até 7,5 W de energia. O conector também permite "grudar" acessórios sem carregador, como porta-cartões e capinhas, com comunicação por meio de um loop NFC integrado. A Apple lançou dois carregadores compatíveis com MagSafe: MagSafe, um único carregador para iPhone e MagSafe Duo, um tapete de carregamento duplo para iPhone e Apple Watch.
Uma tecnologia semelhante foi introduzida pela primeira vez em 2009 com o sistema Palm Pre Touchstone com um carregador sem fio magneticamente conectado.

## História

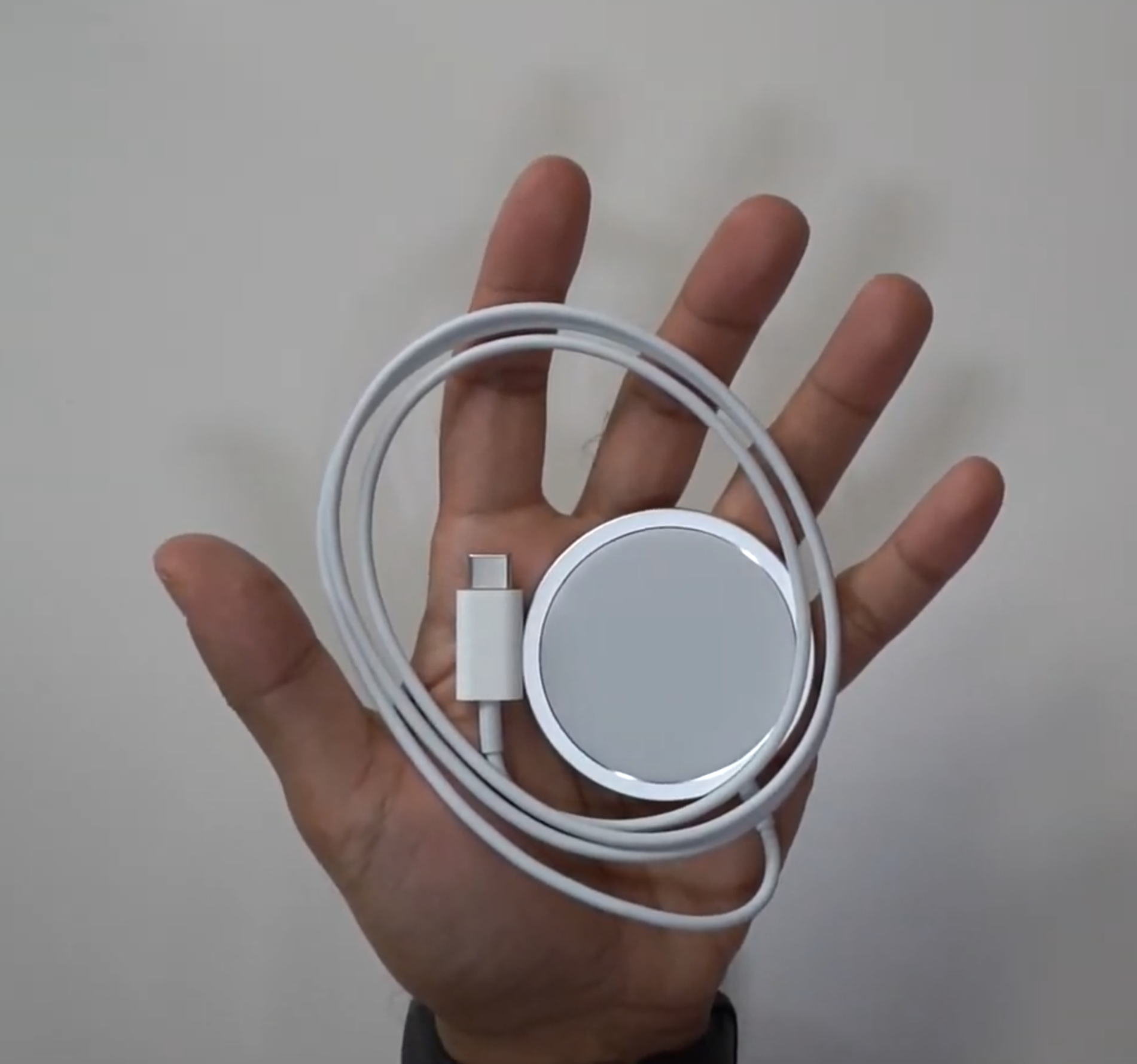
O MagSafe para iPhone

O nome MagSafe foi introduzido pela primeira vez com o MacBook Pro 2006 e começou a ser eliminado com o lançamento da quarta geração do MacBook Pro. O último MacBook a usar MagSafe foi descontinuado no início de 2019.
A Apple reintroduziu o MagSafe durante o evento especial “Hi, Speed” da Apple em 13 de outubro de 2020, como um ecossistema universal de carregamento sem fio e outros acessórios para as séries do iPhone 12 e 12 Pro, principalmente com o carregador MagSafe.
O carregador MagSafe para iPhone é um cabo USB-C de 1 metro de comprimento conectado a um disco feito de alumínio e poliuretano macio que contém ímãs de terras raras recicláveis em torno de uma bobina de carregamento sem fio Qi. Os ímãs permitem que o carregador MagSafe se alinhe automaticamente e se conecte diretamente aos ímãs que circundam a bobina de carregamento sem fio Qi dentro da parte traseira da série iPhone 12. Ele fornece até 15 watts de potência no iPhone 12, iPhone 12 Pro e iPhone 12 Pro Max e 12 watts no iPhone 12 Mini. O mecanismo de carregamento é muito parecido com o carregador usado para carregar um Apple Watch sem fio. O MagSafe para iPhone tem como objetivo resolver o problema de smartphones não estarem devidamente alinhados a um carregador sem fio padrão, o que pode resultar em pouca ou nenhuma carga. MagSafe é o primeiro carregador sem fio Qi comercialmente disponível fabricado pela Apple, sucedendo o tapete de carregamento AirPower nunca lançado.
Em 2017, a Apple anunciou que estava trabalhando em um dispositivo chamado AirPower, que era um tapete de carregamento sem fio capaz de carregar um iPhone, AirPods e um Apple Watch (que usa um sistema de carregamento sem fio proprietário) simultaneamente e ser colocado em qualquer lugar do "tapete". No entanto, ele foi cancelado no início de 2019 devido a problemas de superaquecimento com muitas bobinas sobrepostas.
A Apple tem planos de lançar um carregador MagSafe estilo 2 em 1 chamado MagSafe Duo, que contém um carregador MagSafe no lado esquerdo e um carregador Apple Watch com uma base móvel no lado direito. O carregador MagSafe Duo também pode ser dobrado quando não estiver em uso.
O carregador MagSafe também funciona com modelos de iPhone mais antigos, incluindo AirPods e todos os outros dispositivos que usam o método de carregamento sem fio Qi, mas precisam ser alinhados manualmente, pois esses dispositivos não têm a matriz redonda de ímãs que se interligam com o carregador MagSafe.
A Apple também implementou o MagSafe em sua linha de capinhas e outros acessórios, incluindo carteiras de couro. A Apple menciona que o carregador MagSafe pode funcionar através de suas capinhas, e acessórios como a carteira de couro também podem ser fixados magneticamente na parte de trás de suas capinhas. A Apple também menciona que as carteiras de couro são blindadas para proteger os cartões de crédito dos ímãs de terras raras usados nesses acessórios, embora avise que os cartões de crédito não devem ser colocados entre um iPhone e um carregador MagSafe.